# Пискунов, Антон Вячеславович
Антон Вячеславович Пискунов (13 февраля 1989, Суземка, Брянская область, СССР) — российский футболист, защитник.

## Карьера
Воспитанник академии «Спартака». Профессиональную карьеру начал в 2008 году в составе клуба «Нара-ШБФР», за который отыграл два сезона в ПФЛ. Сезон 2010 провёл в «Зеленограде», а в 2011 году перешёл в майкопскую «Дружбу». Зимой 2012 года подписал контракт с казанским «Рубином», но почти сразу был отдан в аренду в клуб ФНЛ «КАМАЗ». Следующие два сезона также провёл в аренде в нижнекамском «Нефтехимике». После окончания аренды покинул «Рубин» и сезон 2014/15 начал в составе «Динамо» (СПб), но по ходу сезон перешёл в «Луч-Энергию». С 2017 по 2020 год выступал за «Ротор», в 2020—2022 годах играл в «Чайке». В 2022 перешёл в медийный клуб 2DROTS, где стал чемпионом Медийной Футбольной лиги. В 2023 году перешёл в медийный футбольный клуб «Титан».
В декабре 2023 года был назначен на должность тренера по физической подготовке в академии московского «Локомотива» (команда 2009 года рождения).